# غافين ماكدونل
غافين ماكدونل (بالإنجليزية: Gavin McDonnell)‏ (30 مارس 1986 بدونكاستر في المملكة المتحدة - ) هو ملاكم بريطاني.

## إحصائيات
خاض خلال مسيرته 24 نزالا، فاز في 20 وتعادل في 2 وخسر في 2. فاز بالضربة القاضية في 5 نزالات.

## روابط خارجية
- غافين ماكدونل على موقع بوكس ريك (الإنجليزية) (registration required)